# 青山裕企
青山 裕企（あおやま ゆうき、1978年 - ）は、日本の写真家、映像作家、映画監督。

## 経歴
愛知県名古屋市出身。筑波大学第二学群人間学類心理学専攻、東京写真学園プロカメラマンコース本科卒業。2005年、自らの事務所「ユカイハンズ」を立ち上げる。2007年、キヤノン第16回写真新世紀にて優秀賞。2009年、東京ビューティーアート専門学校の講師を務める。
サラリーマンや女子高生といった、“日本社会における記号的な存在”をモチーフにしながら、自身の思春期観や父親像を反映した作品を発表している。
主な作品シリーズに、ジャンプして飛んでいるように見える瞬間の人物を撮影した『空跳人』『ソラリーマン』や、制服姿の少女をフェティッシュに撮影した『スクールガール・コンプレックス』『絶対領域』など。広告写真、アイドル写真などの撮影も多い。『スクールガール・コンプレックス』は小沼雄一監督により、2013年に映画化されている。
写真家としてだけでなく、映像作家としても活躍しており、さよならポニーテールのミュージック・ビデオを手掛けている他、2014年の映画『最近、妹のようすがちょっとおかしいんだが。』で映画監督としてもデビューしている。
2018年夏から『少女礼讃』（しょうじょらいさん）をスタート。「ひとりの少女を、記号的に、極私的に、撮り深めてゆくこと」をテーマに、一般女性（素性や関係性は秘密にしている）をモデルとして、日本全国で撮影を進めている。

## モデル
- あ
  - 相川聖奈
  - 蒼井ちあき
  - 青山美郷
  - 飯田ゆか
  - 飯田祐真
  - 伊藤万里菜
  - 岩田宙
  - SKE48
  - 岡詩乃

- か
  - 加藤まりん
  - 北村真珠
  - 吉川日菜子
  - 木村葉月

- さ
  - 桜山澪
  - 佐々木心音
  - 指原莉乃(HKT48)
  - 佐野ひなこ
  - 清水ちか
  - 白岡今日花
  - 杉咲花

- た

鎮西寿々歌
- な
  - 成瀬心美
  - 新原里彩
  - 西永彩奈

- は
  - 橋本環奈
  - 橋本甜歌
  - 広瀬すず
  - 本田みく

- ま
  - 真野しずく
  - 繭（三井麻由）
  - 未来穂香
  - 森下真依
  - 松村香織(SKE48)
  - 前田美里

- や
  - 吉高由里子

## 作品

### 写真集
- 『ソラリーマン 働くって何なんだ?!』 ピエ・ブックス 2009年11月
- 『スクールガール・コンプレックス』 イースト・プレス 2010年7月
- 『思春期』 詩：谷郁雄 ピエ・ブックス 2010年10月
- 『絶対領域』 一迅社 2011年1月
- 『フォトブック 吉高由里子 UWAKI』 マガジンハウス 2011年2月
- 『スクールガール・コンプレックス -放課後- SCHOOLGIRL COMPLEX 2』 イースト・プレス 2011年4月
- 『BODY PARTS 上半身編』 パイ・インターナショナル 2011年7月
- 『つきあいたい ~「美女暦」写真集~』[注釈 1] 扶桑社 2011年7月
- 『君に、ひとめぼれ。』[注釈 2] 海王社 2011年10月
- 『スク水 sukumizu』 一迅社 2011年10月
- 『ふたり』 パイ・インターナショナル 2011年12月
- 『透明人間⇆再出発』 詩：谷郁雄 ミシマ社 2011年12月
- 『指原莉乃1stフォトブック「さしこ」』 講談社 2012年1月19日
- 『BODY TALK さわりたい彼氏』 マガジンハウス 2012年4月
- 『女装少年』 一迅社 2012年7月
- 『パイスラッシュ -現代フェティシズム分析-』 エンターブレイン 2012年9月
- 『はさみっこ』 一迅社 2012年11月
- 『跳ばずにいられないっ! ソラリーマン ジャパン・ツアー』 徳間書店 2012年12月
- 『スクールガール・コンプレックス（女子校）SCHOOLGIRL COMPLEX 3』 イースト・プレス 2013年4月
- 『JK POSE MANIACS』[注釈 3] 玄光社 2013年5月
- 『君に、片思い。』[注釈 2] 海王社 2013年6月
- 『佐々木心音写真集 連れていって』 講談社 2013年7月
- 『フラッシュバック』 詩：谷郁雄 朝日出版社 2013年9月21日
- 『Undercover』 桜花出版 2014年4月
- 『繭写真集 土曜日の午後と私。』[注釈 4] 角川書店 2014年5月1日
- 『橋本甜歌写真集 金曜日の午後と私。』[注釈 4] 角川書店 2014年5月1日
- 『スクールボーイ・コンプレックス』 グラフィック社 2014年6月6日
- 『僕の妹は、写真家になりたい。』 雷鳥社 2014年7月
- 『思春期ごっこ -未来穂香×青山美郷-』[注釈 5] ワニブックス 2014年7月25日
- 『台湾可愛 Taiwan Kawaii School Girl』美術出版社 2014年12月10日
- 『松村香織 ファースト写真集 『無修正』』 白夜書房 2015年9月29日
- 『嫌な顔されながらおパンツ見せてもらいたい写真集』 一迅社 2017年9月29日
- 『少女礼讃 I 』ユカイハンズパブリッシング 2019年3月30日

### 2021年発売
- 「アマチュアが最短距離で写真を仕事にする方法を教えてください!」（5月31日、玄光社）
- 和田あずさ写真集「透明な青色」（6月26日、アイドルヴィレッジ）
- 「少女礼讃｛Naked｝Ⅲ」（6月5日、ユカイハンズパブリッシング）
- 「スク水 sukumizu Reiwa」（8月12日、一迅社）
- 「SCHOOLGIRL COMPLEX A to Z」（9月26日、青幻舎）
- 「少女礼讃｛Puberty｝」（10月30日、ユカイハンズパブリッシング）

### 2022年発売
- 「Mr.Portrait -YUKI AOYAMA Portfolio 2005-2022-」（4月29日、ユカイハンズパブリッシング）
- 「あっかんべー」（4月25日、玄光社）
- 「少女礼讃｛Naked｝特装版」（4月29日、ユカイハンズパブリッシング）
- 「制服女子の撮り方バイブル」（6月29日、玄光社）
- 「青春憧憬」（9月30日、ユカイハンズパブリッシング）
- 「少女礼讃. period 2018-2021」（10月12日、ユカイハンズパブリッシング）
- 「青山裕企の写真思春紀」（10月6日、ユカイハンズパブリッシング）
- 「続 青山裕企は、青二才。」（ユカイハンズパブリッシング）
- 岬なこ１ｓｔ写真集「なこのとなり」（12月2日、主婦の友社）

### 2023年発売
- 来栖うさこ写真集「オトナのスク水＆競泳水着」（3月31日、玄光社）
- 「少女礼讃 Ⅳ」（4月29日、ユカイハンズパブリッシング）
- 小湊よつ葉２ｎｄ写真集「花笑み」（5月12日、講談社）
- 「青春と蜂蜜」-青春憧憬 スピンオフ写真集-（9月1日、ユカイハンズパブリッシング）
- 「ギンガムチェックとショートヘア」-髪は短し 恋せよ乙女 スピンオフ写真集-（9月9日、ユカイハンズパブリッシング）
- 「ソラリーマンズ」（9月23日、ユカイハンズパブリッシング）
- 前田美里写真集「記憶の雫」（9月29日、講談社）
- 須田亜香里フォトエッセイ「がんこ」（11月1日、扶桑社）
- 「少女礼讃 everything.」（12月3日、ユカイハンズパブリッシング）
- 「少女礼讃｛Naked｝Ⅳ」（12月5日、ユカイハンズパブリッシング）

### 2024年発売
- 「ニコとカノ Niko and Cano 2017-2021」（5月10日、ユカイハンズパブリッシング）
- 「コンプレックスは武器になる。」（7月18日、技術評論社）

### 著書
- 『ガールズフォトの撮り方』誠文堂新光社 2012年5月
- 『僕は写真の楽しさを全力で伝えたい！』 星海社新書 2012年8月
- 『＜彼女＞の撮り方』 ミシマ社 2012年11月

### CDジャケット
- HKT48
- さくら学院
- 真空ホロウ
- SCANDAL

### 電子書籍
- 『青山裕企×成瀬心美 1st OLここみん。』 Kindle版
- 『青山裕企×成瀬心美 2nd LOVEゼミ。』 Kindle版
- 『青山裕企×成瀬心美 3rd これぞかわいすぎる店員。』 Kindle版

### ミュージック・ビデオ
- さよならポニーテール『無気力スイッチ』

### 映像化作品
- スクールガール・コンプレックス〜放送部篇〜 (2013年) 監督：小沼雄一

※青山の作品『スクールガール・コンプレックス』シリーズを原案としている。

### 映画監督作品
- 最近、妹のようすがちょっとおかしいんだが。 (2014年) ※自身初の監督作品。

### 雑誌・Web連載
- 写真のスキマ（KADOKAWA『チョクマガ』、2013年～）
- すずかのアオいハル（集英社『アオハルオンライン』グラビア企画、2013年）
- アオハルジカン 夏（集英社『アオハルオンライン』グラビア企画、2013年）
- SKE48 謎解きParts（扶桑社『週刊SPA!』、2014年）[注釈 6]
- お仕事ちゃん（新潮社『小説新潮』、2014年～）
- 告白できるかな。第2回（海王社『Chu→Boh』Vol.59、2014年）
- 彼女写真（cakes、2014年～）[注釈 7]